# František Smolík (fotbalista)
František Smolík (* 11. září 1946) je bývalý český fotbalista, útočník.

## Fotbalová kariéra
V československé lize hrál za Duklu Praha, SONP Kladno, Slavii Praha a Bohemians Praha. Nastoupil ve 37 ligových utkáních a dal 11 ligových gólů. V říjnu 1973 přestoupil do Příbrami.

## Ligová bilance
| Ročník                                   | Zápasy | Góly | Minuty | Klub            |
| ---------------------------------------- | ------ | ---- | ------ | --------------- |
| 1. československá fotbalová liga 1966/67 | 1      | 0    | 18     | Dukla Praha     |
| 2. československá fotbalová liga 1968/69 | –      | –    | –      | SONP Kladno     |
| 1. československá fotbalová liga 1969/70 | 28     | 10   | 2 405  | SONP Kladno     |
| 1. československá fotbalová liga 1970/71 | 7      | 1    | 517    | Slavia Praha    |
| 1. československá fotbalová liga 1973/74 | 1      | 0    | 22     | Bohemians Praha |
| CELKEM                                   | 37     | 11   | 2 962  |                 |